# Fascismo clericale

Benedizione di gagliardetti fascisti (1935)

Il clerico-fascismo (o fascismo clericale) è una locuzione della dialettica politica, usata in Italia a partire dai primi anni venti del XX secolo.

## Significato
Con essa si intendono propriamente le spinte interne al movimento fascista ed agli ambienti della Chiesa cattolica che separatamente operavano nei rispettivi organismi tendendo ad un avvicinamento fra le due entità, prima di giungere ad un vero e proprio mutuo riconoscimento.
Dell'espressione è stato fatto anche uso traslato, ad indicare supposti favoritismi politici o materiali dello stato verso la Chiesa cattolica. Vi è stato inoltre chi ha utilizzato la locuzione per definire con essa altri generi di fusione o comunque estrema prossimità di regimi non considerati liberali con le gerarchie ecclesiastiche.
Il termine è anche usato spregiativamente a connotare azioni od indirizzi della Chiesa cattolica politicamente giudicati "fascisti", nell'accezione più vasta (in genere in senso di illiberalità, antidemocraticità ed anticomunismo) di quest'ultimo termine.

## Contesti originari
La locuzione segue il solco tracciato da un'altra come "clerico-moderati", che era venuta prendendo piede nel periodo, e che descriveva i cattolici allora in politica, per le loro posizioni conservatrici e liberali; di essa faceva ad esempio ricorrente uso Don Sturzo, allorché richiamava questa locuzione ed il suo uso a fini di avversa propaganda contro il Partito Popolare da parte della stampa. Diceva l'ex-segretario del partito che la stampa mostrava l'Azione Cattolica come "un'espressione politica antitetica al popolarismo e con un orientamento filofascista", segnando un grave equivoco nella confusione fra la religiosità cattolica ed il popolarismo (attivismo in politica), citando Pio XI (che a sua volta citava Pio X) il quale escludeva che il termine "cattolico" potesse essere usato con riferimento politico. Sempre secondo Sturzo, i quotidiani di impostazione cattolica, di "origini antiliberali", non potevano essere accomunati sotto la comune denominazione di "quotidiani cattolici", poiché fra di essi ve n'erano di "popolari o filo-popolari o clerico-moderati e conservatori o filo-nazionalisti o filo-fascisti o fascisti o simili".
Di sfondo vi era dunque la frammentazione dei cattolici in politica, accentuata dopo le dimissioni da segretario del Partito Popolare che il papa aveva chiesto a Don Sturzo di rassegnare. E vi era anche l'interesse di Chiesa cattolica e Fascismo ad accorciare le distanze che li separavano, nel comune obiettivo di giungere ad un concordato. Lo scioglimento del Partito Popolare da parte del prefetto di Roma, il 6 novembre 1926, rese la distinzione dei suoi frammenti più velleitaria. Giunsero nel 1929 i Patti Lateranensi, e Fascismo e Chiesa sottoscrissero un accordo squisitamente politico nella forma di un trattato internazionale.

L'avvicinamento di aliquote di cattolici all'ipotesi di un accordo con il regime, portò dunque ad affiancare alla locuzione di "clerico-moderati" quella, allora prevalente, di "clerico-fascisti".

## Altri usi della locuzione
Il concetto di fascismo clericale è respinto da alcuni studiosi e il termine è controverso dato che alcuni storici hanno distinto il "fascismo dinamico" dal "conservatorismo clericale".

## Esempi di regimi e movimenti clerico-fascisti
Dittature o movimenti politici che per alcuni storici ricadono nella definizione di clerico-fascismo:
- L'Unione Nazionale di António de Oliveira Salazar in Portogallo[9];
- Il Partito Nazionale Sociale Cristiano di Adrien Arcand in Canada;
- Il Partito Popolare Slovacco di Hlinka del presbitero Jozef Tiso in Slovacchia[10];
- Il Partito delle Croci Frecciate di Ferenc Szálasi in Ungheria;
- Il Partito della Libera Opinione di Ioannis Metaxas in Grecia;
- La Legione d'argento d'America e il Partito Cristiano di William Dudley Pelley negli Stati Uniti;
- L'Unione Nazionale Sinarchista in Messico;
- Il Partito Rexista di Léon Degrelle e Verdinaso in Belgio[11];
- Il Fronte Patriottico di Engelbert Dollfuss in Austria;
- L'Azione Integralista Brasiliana di Plínio Salgado in Brasile;
- Il Partito Nazionale Corporativo di Eoin O'Duffy in Irlanda;
- La Falange Socialista Boliviana in Bolivia;
- Il Partito Fascista Russo di Konstantin Rodzaevskij in Unione Sovietica;
- Gli Ustascia di Ante Pavelić in Croazia;
- La Guardia di Ferro di Corneliu Zelea Codreanu in Romania[12];
- La Falange Nazional-Radicale di Bolesław Piasecki in Polonia;
- Il Movimento di Lapua e il Movimento Patriottico Popolare in Finlandia;
- La Falange Española Tradicionalista y de las Juntas de Ofensiva Nacional Sindicalista di Francisco Franco in Spagna;

La Francia di Vichy e i lupi di ferro lituani furono di ispirazione cattolica, inoltre anche altrove l'ideologia ebbe rappresentanti che, senza riuscire a formare un vero movimento politico, ebbero comunque sostenitori e simpatizzanti: è il caso del presbitero olandese Wouter Lutkie che propagandò le sue idee con il giornale Aristo.